# Beatrice Marshoff
Frances Beatrice Marshoff (Bloemfontein, 17 de septiembre de 1957-Soweto, 15 de abril de 2023) fue una enfermera, partera, funcionaria y política sudafricana.  

## Biografía
Estudió en la Universidad del Estado Libre se graduó summa cum laude.
Trabajó como enfermera en el Hospital Pelonomi en Bloemfontein.
Fue miembro del Parlamento del Congreso Nacional Africano desde 1994 a 1999. Miembro del Consejo Ejecutivo para el Desarrollo Social en el Estado Libre desde junio de 2001 a 21 de abril de 2004. Marshoff fue una de las cuatro primeras mujeres que gobernaron en el Estado Libre y cumplió su mandato de 2004 a 2009.
Marshoff estaba divorciada y era madre de tres hijos: Malcolm, Candice y Jarred.
Falleció el 15 de abril de 2023 a los 65 años, en el Hospital Chris Hani Baragwanath en Soweto.